# Liste der denkmalgeschützten Objekte in Kirchham (Oberösterreich)
Die Liste der denkmalgeschützten Objekte in Kirchham enthält das einzige denkmalgeschützte, unbewegliche Objekt der Gemeinde Kirchham im oberösterreichischen Bezirk Gmunden.

## Denkmäler
| Foto |                 | Denkmal                                                                                     | Standort                                     | Beschreibung | Metadaten |
| ---- | --------------- | ------------------------------------------------------------------------------------------- | -------------------------------------------- | --- | --- |
| ja   | Datei hochladen | Kath. Pfarrkirche hl. Laurentius und ehem. Friedhofsfläche HERIS-ID: 52215 Objekt-ID: 58715 | Kirchham 41, gegenüber Standort KG: Kirchham | 1249 erstmals urkundlich erwähnt entstand im 15. Jh. ein erster spätgotischer Kirchenraum. Als Besonderheit weist die heutige Kirche ein Netzrippengewölbe im Presbyterium und ein Sakramentshäuschen im Altarraum auf. | BDA-Hist.: Q21857938 Status: § 2a Stand der BDA-Liste: 2025-06-30 Name: Kath. Pfarrkirche hl. Laurentius und ehem. Friedhofsfläche GstNr.: .23, 78 Alte Pfarrkirche Kirchham |